# 賈高斯·禾高域
賈高斯·禾高域（Jagoš Vuković，1988年6月10日—），塞爾維亞足球運動員，司職後衛。

## 足球生涯
禾高域出身在紅星青訓系統，因缺乏一線隊機會，在2006年7月外借往拉特。
禾高域在2009年3月27日首次亮相於塞爾維亞U21，並且是塞爾維亞u21出席在2009年歐洲U21足球錦標賽的一份子。他還效力於塞爾維亞U19，並出席2007年歐洲U19足球錦標賽。
2009年8月28日，禾高域將被租借到PSV燕豪芬一年。